# 스톤월 항쟁
스톤월 항쟁(Stonewall riots)은 1969년 6월 28일 뉴욕 그리니치 빌리지의 술집 스톤월 인을 경찰이 단속하는 과정에서 일어난 사건이다.
1969년 6월 28일, 경찰의 현장 급습에 맞서 동성애자 집단이 스톤월에서 자발적으로 데모를 일으켰다. 1950년대부터 60년대 사이에는 미국의 동성애자들을 반대하는 것이 합법이 되었기 때문에 동성애자들은 자신의 권리를 위해 고군분투하였다. 초기에 그들은 반대 운동에 맞서 백인주의 사회 안에서 동성애자들도 동화될 수 있다는 것을 증명하려 노력했고, 동성애자와 이성애자 두 부류가 대치되지 않고 동등한 입장이라는 교육을 추진시켰다. 1969년, 많은 사회적 운동들이 활성화되면서 이 또한 동성애자 집단에게 영향을 미치게 돼 스톤월 항쟁의 자극제 역할을 하게 된다.
1950년대와 60년대 사이 매우 적은 시설들만이 동성애자들을 맞이하였고 그중 대부분이 술집이었다. 비록 술집 주인이나 매니저는 게이가 아니지만, 상업적으로 그들을 맞이해 돈을 벌곤 하였다. 스톤월 인은 규모가 작은 술집으로써 마피아의 통제하에 운영되어 오면서 가난하고 어린 친구들, 동성애자, 드래그퀸, 트랜스젠더, 집을 잃은 젊은이들에게 주류를 제공했다. 1960년대에는 경찰이 수시로 그런 부류의 술집을 단속을 해왔지만 스톤월 인을 제어할 수 없게 되어 버렸으며, 동성애자들은 그 기세를 몰아 군중을 모으고 항쟁을 일으킨다. 뉴욕 경찰과 그리니치 빌리지에 거주하는 동성애자 사이의 긴장감은 몇 날 밤의 시위로 분출되었다. 마을 거주자들은 경찰들에게 잡힌다는 불안감도 잊은 채 그들의 성적 성향을 표출해내었고, 동성애자들을 위한 집결지를 설립해 좀 더 활동적인 면모를 보여주었다.
스톤월 항쟁 후 뉴욕에 있는 동성애자들은 성별과 계급, 세대 간의 장애물을 마주하며 지역사회와 결합해 나가려고 노력해왔다. 반년 후, 두 개의 동성애자 운동 조직이 뉴욕에서 형성되면서, 두 조직이 뭉쳐 사회적 대립에 대해 대치할 수 있는 전략을 세우는 데 전념했으며, 세 곳의 신문에서는 동성애자들을 위한 권리를 확립시키는 것을 촉진시켰다. 그로부터 몇 년 후, 동성애자 인권 조직은 미국 전역에 설립되었다. 1970년 6월 28일, '게이 퍼레이드'라는 행진이 시카고 로스엔젤레스와 뉴욕에서 열렸으며, 그것은 스톤월 항쟁을 기념하는 행사로 전해 내려온다. 오늘날에도 비슷한 퍼레이드가 다양한 지역에서 열리고 있으며 '게이 퍼레이드' 행사는 매년 6월 마지막 날 스톤월 항쟁을 기념하며 세계 곳곳에서 열리고 있다.

## 스톤월 항쟁의 배경

### 20세기 미국에서의 동성애
역사학자 배리 아담(Barry Adam)에 따르면, 제 2차 세계 대전에서의 혼란 속에서 많은 미국인들이 "전쟁 전에 지켜왔던 질서를 복원하고 변화의 힘을 유지하는 것"에 대해 강렬한 욕망을 느끼게 되었다. 상원의원 조셉 매카시(Joseph McCarthy)는 미국 정부, 육군 및 다른 정부 투자기관 및 교육기관의 사람들에게 조사 청문회를 실시했고, 이는 국가적 불안을 초래했다. 그리고 무정부단원, 공산주의자 또는 미국인이라고 간주되지 않는 사람들을 위험하다고 여겼다. 1950년 동성애자들마저 국무부에 의해 이 목록 안에 포함이 되었고, 그 내용에는 그들의 다른 성향이 사회적 문제가 될 수 있다는 억측이 존재하였다. 주 제임스 E. 웹 장관은 보고서에 "동성애자들의 다른 성향은 보통 사람들과 차원이 다르며 그것으로 인해 사회적 문제가 커질 것이다."라고 기재하였다. 그로 인해, 1947년 1950년 사이, 동성애자에 대한 1,700개의 일자리 신청은 거부되었고, 4,380명이 군에서 해임되었으며, 동성애자로 의심 받는 420명은 정부의 직업에서 해고당하였다. 1950년대와 1960년대에 걸쳐 연방수사국(FBI)과 주 경찰은 동성애자로 알려진 사람들과 그들이 누리고 있는 제도, 그들의 지인들의 목록까지 보유하고 있었고, 미국의 우체국은 동성애에 관한 자료가 발송된 주소를 기록하였다.
미국 전체의 주 및 지방 정부는 이 법률에 따랐고, 이후 동성애자들은 체포되어 신문에 노출되었다. 도시는 게이를 몰아내기 위한 '청소'를 도시 곳곳에 실행하였다. 이성의 옷을 착용하는 것을 금지하고, 대학에서는 동성애자로 의심되는 학생과 교수뿐만 아니라 관련된 모든 인원들을 내쫓았다. 수 천 명의 동성애자들은 공개적으로 창피를 당하고, 신체적으로 괴롭힘을 당했으며 단지 동성애자라는 이유로 교도소에 수감되거나 정신병원에 수용되었다. 그로 인해 동성애자들은 이중의 삶을 살며 은둔하거나 자신이 동성애자라는 것을 숨기며 살게 되었다. 1952년 미국 정신과 협회는 정신질환 진단 및 통계 편람(DSM)에 동성애를 반사회적 성격 장애로 등재하였다. 1962년의 동성애에 관한 대규모 연구는 동성애를 부모와 자식 관계의 정신적 충격에서 야기된 이성에 대한 병적으로 숨겨진 두려움에서 비롯된 '장애'라고 설명하였다. 이 의견은 의료계에서 널리 영향력이 있었으나, 1956년에 심리학자 에블린 후커는 동성애자와 이성애자 사이의 행복과 특성을 비교하는 연구를 실행했고, 차이가 없다는 결론을 내렸다. 그녀의 연구는 의료계를 놀라게 했고 동성애자들의 영웅이 되었다. 그러나 동성애는 정신질환 진단 및 통계 편람(DSM)에 1973년까지 정신 질환으로 남아 있었다.

### 그리니치 빌리지

그리니치 빌리지 안의 워싱턴 스퀘어파크.

뉴욕의 그리니치 빌리지와 할렘은 군인으로 복무하고 있던 많은 남녀가 큰 도시에 정착할 수 있는 기회를 제공했으며 제 1차 세계 대전 후 상당한 숫자의 동성애자들의 보금자리였다.
이 지역은 "짧은 머리 여자와 긴 머리 남자들의 보금자리"로 신문 기사에서 보도되었고, 그 후 20년에 걸쳐 독특한 새로운 문화를 발전시켰다. 뉴욕 시는 동성애자의 공공민간 사업에 대한 법률을 통과시켰다.
1950년대의 사회적 탄압은 그리니치 빌리지에서 문화적 혁명으로 이어졌다. 후에 '비트 시인'(Beat Poet)이라고 이름 붙여진 시인들의 집단은 당시의 사회적 조직들의 악행(무정부 상태, 마약, 소비지상주의, 편협한 생각에 대한 찬양)에 대해 시를 썼다. 그 시인 단체 중 그리니치 빌리지 주민이었던 앨렌 긴스버그(Allen Ginsberg)와 윌리엄 S.부르스(William S. Burroughs) 또한 동성애에 관해서 기탄 없고 정직하게 썼다. 그들의 글들은 동정적이고 진보적인 생각의 사람들, 그리고 커뮤니티를 찾고 있던 동성애자들 또한 끌어들였다.
1960년대 초까지, 뉴욕 시의 게이바들을 제거하려는 캠페인은 1964년 세계박람회를 위한 준비를 하는 동안 뉴욕 시의 이미지에 대해 우려하던 로버트 F.웨그너(Robert F. Wagner, Jr.) 시장의 명령에 많은 영향을 받았다.
뉴욕 시는 게이바들의 주류 면허를 취소했고, 위장 경찰관들은 가능한 한 많은 동성애 남자들을 함정 수사를 통해 검거하려고 했다. 함정 수사는 게이바나 공원에서 한 남자를 찾은 위장 경찰이 그를 대화로 끌어들이면서 시작된다. 만약 그 대화가 그 경찰관이 그 남자에게 술을 사주는 쪽으로 향하거나 함께 자리를 뜨게 되면, 그는 교사죄로 체포되었다.
매터신 소사이어티(Mattachine Society)의 새롭게 선출된 존 린제이(John Lindsay) 시장은 뉴욕에서의 경찰관들의 함정 수사 캠페인을 중단시키는데 성공했다. 대신 그들은 뉴욕의 주류 권한과 더 어려운 시간을 보내게 되었다. 어떠한 법도 동성애자들에게 술을 판매하는 것을 금지하지 않는 반면, 법원은 혼란을 일으킬 수 있는 업체들의 주류 판매권을 허가하거나 취소할 수 있는 뉴욕 시 주류권(SLA)의 선택권을 허락했다. 그리니치 빌리지를 자신의 집처럼 여기던 게이들과 레즈비언들의 높은 인구에도 불구하고, 체포되거나 시달릴 필요가 없이 공개적으로 모이는 게 가능했던 극소수의 장소에만 존재했다, 1966년 뉴욕 매터신은 게이들이 자주 애용하던 그리니치 빌리지의 바, "줄리어스"(Julius)에서 동성애자들이 받고 있는 차별에 대해 설명하기 위한 술자리를 열었다.
게이들이나 레즈비언들이 자주 애용했던 바들 중 어느 곳도 동성애자들의 소유는 아니었다. 거의 대부분의 바들은 조직 범죄에 쓰였고, 그들은 동성애자들의 술의 양을 속이고 술값에 바가지 씌우며 그들을 불량하게 다루었던 사람들의 소유였다. 하지만 그들 또한 잦은 급습을 예방하기 위해 경찰관들에게 뇌물을 주었다.

### 스톤월 인

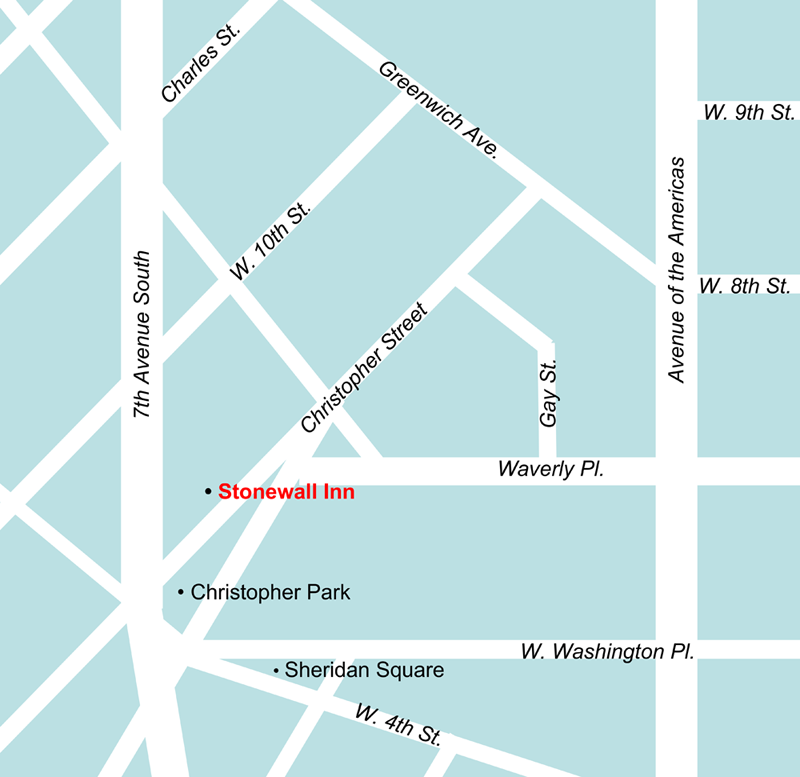
그리니치 빌리지 안의 스톤월 인의 위치

도시에 있는 여러 식당과 함께 51, 53 크리스토퍼 스트리트에 위치한 스톤월 인은 제노 가족(Genoveses family) 이 소유했다. 이성애자를 위한 레스토랑과 나이트클럽이 있었던 후에, 1966년 마피아의 세 멤버는 스톤월 인에 3,500 달러를 투자했다. 일주일에 한 번 경찰은 보수로 현금 봉투를 거두어 들였다. 스톤월 인은 주류 허가증이 없었다. 바 뒤에는 흐르는 물이 없었기 때문에 사용되었던 컵은 한번 물에 담근 후 다시 사용되었고, 화재 비상구도 없었으며, 그리고 화장실은 항상 만원이었다. 비록 이 바에서 매춘, 약물판매, 다른 현금거래 등은 일어나진 않았지만, 이곳은 춤을 출 수 있게 허용된 뉴욕 안의 유일한 게이바였다. 그리고 게이클럽은 항상 춤을 추러 온 손님들로 북새통을 이루었다.
고객은 남성이 98%였지만 몇몇의 레즈비언들도 가끔 이 바에 왔다. 고객들의 연령 범위는 10대 후반과 30대 초반 사이였고, 인종은 백인과 흑인, 히스패닉 (스페인어를 사용하는 라틴아메리카계 미국인)이 균등하게 섞여있었다. 사람들의 혼합과 이 바의 위치, 춤 때문에 스톤월 인은 많은 사람들에게 "도시 안의 게이바"로 알려졌다.
경찰들의 급습 동안 바의 조명은 커져 있었고, 고객들은 줄을 서서 그들의 신분 증명 카드를 확인 받았다. 몇몇의 남자들은 그들의 신분 증명 카드로써 징병(소집)카드를 사용했다. 여성은 여성 의류의 세가지를 착용해야 했고, 만약 착용하지 않았을 시 체포되었으며, 직원과 바의 경영자 또한 체포되었다. 1969년 6월 28일 (스톤월 항쟁) 직전에는 경찰들의 급습이 잦았으며, 그리니치 빌리지 안의 다른 네 곳의 클럽은 이미 문을 닫았다.

## 스톤월 항쟁

### 경찰의 급습

1969년 스톤월 인의 구조도.

1969년 6월 28일 토요일 새벽 1:20, 어두운 사복 복장의 경찰 네 명과 제복을 입은 두 형사와 검사들 스톤 인의 문 앞에 도착하였다. 비밀리에 경찰 네 명이 증거가 될만한 현장을 잡기 위해 바에 먼저 들어갔다. 안으로 들어섰을 때, 그들은 바 안의 유료 전화를 사용하여 다른 인원의 구조를 요청했다. 음악은 꺼져 있었고 몇몇의 라이트만 켜져 있었다. 그날 밤엔 약 200명의 사람들이 바에 있었다. 경찰의 습격을 경험하지 못한 사람들은 경찰이 들이닥치자 혼란해하였다. 무슨 일이 일어 났는지 깨달은 몇몇 사람은 건너편 문으로 향해 뛰기 시작했다. 그러나 경찰은 그 문을 바로 폐쇄한 뒤 손님들에게 양해를 구하였다.
그렇게 말하곤 경찰관들은 바로 그 갇혀있는 후원자들에게 경찰들이 찾는 대상들과 그 외 사람들을 구분하기 위해 후원자들을 줄 세우고 신분증을 확인했다. 그리고 그 후원자들 중 여자들도 있어서, 그중 경찰관들이 찾는 대상을 체포하기 위해 남자 경찰이 아닌, 여성 경찰관이 나서서 제복 대신 평상시 사복을 입고 나가 여자 화장실 문 앞에서 여자 후원자들을 맞이했다. 그렇게 그 밤엔 남자 경찰들과 여경들이 함께 지켜왔다. 잠시 후, 아까 그 신원 확인 절차를 밟고 있던 줄에선 그 줄의 남자들은 자신의 신분을 확인하는 것을 조차 거부하기 시작했다. 경찰은 바의 뒤쪽에 방에서 그 ‘크로스 드레싱’을 분리 한 후, 경찰서에 남겨질 사람들 모두를 남겨놓길 결정했다.
남겨진 사람들 중의 한 사람인 마리아 리터는, "나의 가장 큰 두려움은 내가 체포되는 것"이라고 했다. 내 두 번째로 큰 두려움은 내 사진을 나 자신의 어머니가 신문이나 텔레비전으로 보게 될 수도 있다는 것"이라고 했다. 이러한 말들을 반복하며 바에 있는 술병들을 깨부수기 시작했다. 자신은 죄가 없다며 고래고래 소리치며 경찰관에게 복종하지 않았다. 이렇게 체포된 한 사람 한 사람을 경찰관들이 통제 할 수 없게 되자 순찰차를 불러 바 안의 주류를 이송했다.
그리곤 신분 확인을 통해 체포되지 않을 사람들을 문 밖에 나가게 했지만, 그들은 평소처럼 빨리 떠나지 않았다. 대신, 그들은 밖에서 안에 있는 사람들을 기다렸다. 체포되지 않은 사람들 조차 밖에서 나마 안에 갇혀있는 사람들을 옹호하며 경찰관들에게 항의하였다. 이렇게 건물 밖에서도 바안 상황과 마찬가지로 그 격하게 항의하던 사람들과 그들을 제압하려 하는 경찰관들 간에 긴장감은 팽팽했다. 첫 번째로 순찰차가 도착했을 때, ‘동성애’죄로 한 무리 사람들이 체포된 걸 알 수 있었다. 그리고 그 후 같은 죄로 체포된 사람들의 수는 적어도 10배의 숫자로 늘어났다. 그 무리를 둘러싸고 있는 군중들 대다수들은 침묵을 유지하고 있었지만, 두 번째 순찰차가 도착했을 무렵, 그 둘러싸고 있는 군중들 중 한 방관자가 그 침묵을 깨며 "게이의 인권을 달라"라고 외쳤다. 그리곤 "우리는 극복 하리라"라는 노래를 시작했다. 그리고 그 주위 군중들이 몰려와 비교적 좋은 반응을 보였다. 그 장면은 모두를 북받치게 하는 순간이었다

### 단계적 확대
뉴욕 경찰팀 부서의 진상규명팀은 스톤월에 묶여있는 경찰관들의 자유를 위해 도착하였다. 한명의 경찰관은 실명을 당했고, 몇몇 다른 경찰관들은 파편에 의해 타박상을 입기도 하였다. 밥 코할라는 그의 강아지와 그날 저녁 스톤월을 지나가다 진상 규명 팀의 도착을 보았고, 그가 말하기를 "나는 소동에 충분히 참여하였지만, 상황이 심각해졌다. 경찰관들은 전례 없는 철저한 굴욕을 당했을 뿐더러, 내가 추측하건데, 경찰은 지금까지 중 가장 화가 나있는 상태였다. 왜냐하면 많은 사람들이 항쟁을 했지만, 동성애자들은 항쟁의 대상이 되면 안 되었기 때문이다. 지금껏 어떠한 조직도 경찰에 의해 추방(무시)을 당하지 않았고, 그렇기 때문에 그들의 분노는 살인을 일으킬 만큼 굉장했다. 경찰은 많은 사람들을 감옥에 보내기 위해 무작위로 범인 호송차에 집어넣었다. 검사관 파인에 의하면 "싸움은 호송차에 들어가기 원하지 않는 이성복을 원하는 성도착자들과 일어났다." 그리고 그의 기억은 반대편 거리에 있는 사람과 함께 맞추어져 갔는데 그가 말하기를 "내가 볼 수 있었던 모든 것은 이성의 옷을 원하는 성도착자들이었는데 그들은 굉장히 살벌하게 싸움을 하고 있었다."
TPF(진상 규명 팀)은 방진형(사각형) 형태로 배치되었고, 천천히 전진하면서 군중들을 물러나게 하여 거리를 정리하려고도 시도하였다. 마피아들은 공식적으로 경찰들을 조롱하기 시작했고, 때문에 군중들은 용기를 얻어 즉각 한계선을 넘기 시작했고, '더 하디우드 쇼'라는 노래를 부르기도 하였다: "우리는 스톤월의 여자들입니다, 우리는 곱슬 머리를 가지고 있고요, 우리는 외투를 입지 않고, 우리의 음부의 털을 보여줍니다." 루시안 트루스투가 더 빌리지 보이즈에 보고한 것에 따르면 "정체된 상황이 무장 경찰들과 다른 경찰관들과 맞대어 있는 코러스라인 구역의 동생애자들을 일으켰다. 대열이 조금이라도 형세를 이루기만 한다면, 경찰청 진상규명팀은 소리를 지르는 동성애자들을 세븐 에비뉴로 해산시키기 위해 또 한번 전진을 하기도 시작했다." 스톤월 급습을 경험했던 한 사람의 기억에 의하면, "나는 경찰관들이 달려들기 시작했을 때 경찰의 행동들이 결코 좋지 않은 행동이라는걸 깨달았다. 왜냐하면 그들은 야경봉으로 나를 제압했기 때문이다." 또 다른 주장에 의하면 "나는 정신을 놓칠 수가 없었다, 왜냐하면 야경봉으로 무장한 경찰들이 줄의 반대편으로 쫓아냈기 때문이다, 그리고 그것은 굉장히 놀랄만한 일이었다… 그리고 갑작스러운 제한은 내가 추측하기에, 쓸모없는 사내다움이었다, 그리고 내가 생각하기에는 그때가 내가 가장 화가 났을 때인 것 같다. 왜냐하면, 사람들은 야구 방망이를 들고 마찰이 있었기 때문에다, 단지 킥라인을 위해서.
오스카 와이들 메모리얼 서점의 주인인 크레이그 로드월이 이야기 하기를, 그는 비뚤어진 거리를 따라 경찰관이 시위대를 추격하는 것을 보았다고 한다. 단지 그들의 모습을 보기 위해 경찰관 뒤에 위치한 코너에서. 마피아 조직원들은 차들을 정지시켰고, 크리스토퍼 거리를 막기 위해 차를 전복시켜 바리케이트로 사용하였다. 잭 니콜라스와 리기 클러크는 말하기를 "화가 난 많은 관중 시위대들은 ‘저들을 잡아’라고 소리를 지르며 경찰관들을 추격했다."

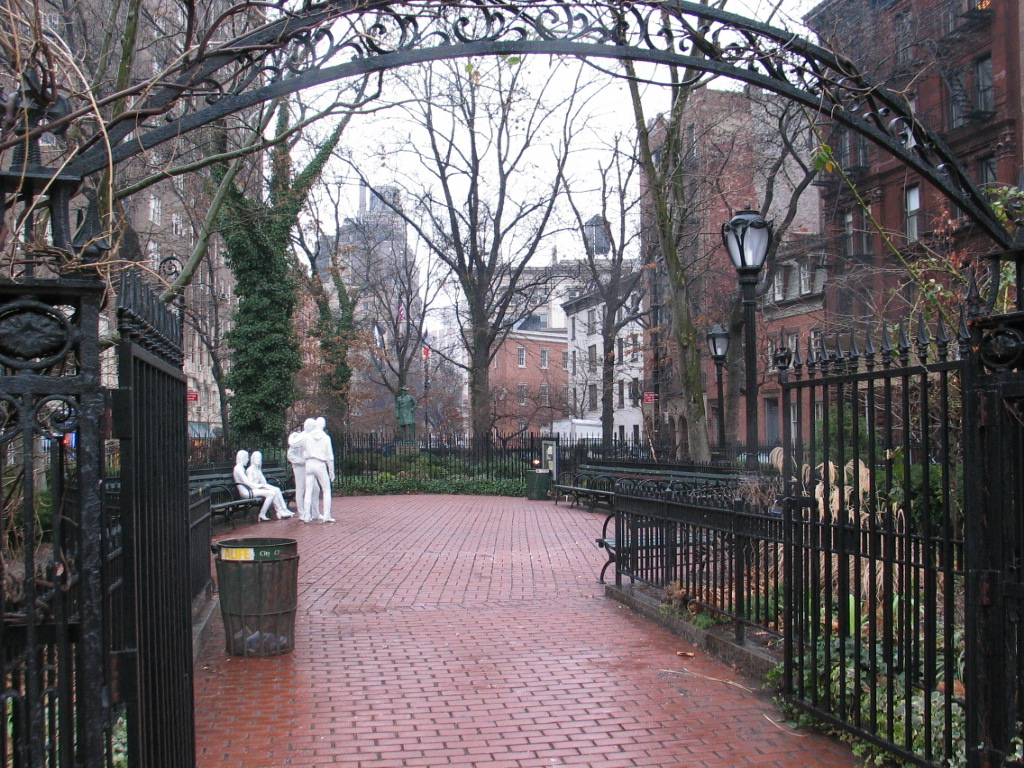
크리스토퍼 공원, 항쟁이 일어난 첫 번째 날 밤 이후 많은 데모자들이 이곳에서 만나 이야기를 나누었다.

오전 4시쯤이 되자 거리는 대부분 정리가 되었다. 많은 사람들은 몸을 굽힌 상태로 앉아있던가, 크리스토퍼 공원 부근에 모여 아침을 맞이하였고, 무엇이 사라졌는지에 대한 불신에 멍하게 있었다. 그곳의 공기에는 아직도 전기가 있었지만, 많은 증인들이 기억하는 건 초자연적인 그리고 섬뜩한 고요함이 크리스토퍼 거리에 존재했다. 어떤 코멘트는 "항쟁 이후 특정한 아름다움의 여파가 있었다, 적어도 나에게 확실한 것은 많은 동성애자들이 그곳에 있었고 이곳 또한 우리들의 거리였다." 13명의 사람들이 체포를 당하였고, 몇몇의 군중들은 병원에 후송되기도 했다. 그리고 4명의 경찰관들이 부상을 입었다. 스톤월에 있는 대부분의 시설들이 파손되었고, 감시관 파인은 그날 저녁의 스톤월을 정리하려 했다. 휴대폰, 화장실, 거울, 전축, 담배제작기 등 모든 것이 경찰 혹은 시위대에 의해 파손되었다.

### 공공연한 반란
스톤월 항쟁 동안 크레이그 로드월은 사건 규명을 위해 뉴욕 타임즈, 뉴욕 포스트, 뉴욕 데일리 뉴스를 소집했다. 이 세 개의 신문들은 항쟁을 설명했다. 뉴욕 데일리 뉴스는 1면을 장식했고, 항쟁에 대한 뉴스는 항쟁이 학생 민주 사회, 흑인 집단 아니면 경찰관들이 싫어하는 춤을 추기를 원하는 동성애자 경찰들의 룸메이트에 의해 일어났다는 루머들과 함께 그리니치 빌리지를 넘어 확산되기 시작했다. 6월 28일 토요일에는 사람들이 모여 불에 타 그을려진 스톤월의 시설을 바라보았다. 거리의 낙서들은 술집의 벽에서도 발견되었고, 내용들은 "약의 힘", "그들이 우리의 권리를 침해했다", "동성애자의 힘을 지원해달라", "동성애자 술집을 합법화하라" 등과 함께 경찰들의 약탈을 비난하였다. 그리고 "우리는 열려있다"라는 술집의 형태들을 중시하였다.
다음날 저녁, 시위대들은 다시 크리스토퍼 거리를 둘러쌌고, 시위 참가자들의 기억이 그 날 밤은 더욱 폭력적이었고 필사적이었다고 한다. 많은 같은 사람들(활동가, 거리의 소년, 여왕)들이 다시 돌아왔다. 한 증인의 설명에 의하면, 많은 중요한 사람들은 사회(공공)의 안에서 갑작스런 동성애에 애착을 가진 사람들이었다. 그가 말하기를, "거리를 지나다닐 때마다 문을 두드리고 항쟁에 참여하라고 이야기를 했다." 우리는 바로 나갔고 우리는 거리를 채우기 시작했다.
당신도 알다시피, 게이들은 매우 아름다웠어. 그들은 사오와 피로를 10년 전쯤에 이미 잃어버렸어. 
천 여명의 사람들이 다시 스톤월 앞에 모이기 시작했고 인접한 인근 구역으로 흩어지기 전까지 크리스토퍼 거리를 압박하는 것은 계속되었다. 여러 군중들은 자동차와 버스를 에워쌌고, 차량 주인들이 그들이 동성애자라는걸 인정하는 것과 시위에 참여하겠다는 의사를 보이지 않는 이상 그들은 차량 주인들을 계속 괴롭혔다. 실비아 리베라는 자신의 친구가 차에 뛰어들어 자신이 운전을 하려 하였고, 군중들은 차량을 막아 운전자들을 놀라게 하였다. 또 다른 리베라의 친구 마샤 피 존슨은 가로등에 올라타 경찰차를 향해 무거운 가방을 던져서 경찰차의 와이퍼를 박살내기도 하였다. 그 날 저녁에는 또한, 불길이 쓰레기통 캔들에서부터 시작되어 이웃집에도 전화가 되었다. 백명이 넘는 경찰관들은 현지 4, 5, 6, 9 관할구역의 경찰관들이었다, 하지만 오전 2시 이후로는 TPF가 다시 도착하였다. 전열을 무시한 채 경찰관들은 사람들을 추격하기 시작했고, 경찰이 체포한 시위대들, 즉 증인들을 "Sisses"나 "Swishes"라고 묘사했다. 그리고 군중들은 다시 그들을 잡기 위해 밀어닥쳤다. 거리의 마찰은 오전 4시까지 일어났다.
비트 시인이자 그리니치 마을의 오랜 거주자인 앨런 긴즈버그는 스톤월 거리에 거주했다. 그리고 기쁨에 찬 혼란을 일으켰다. 그가 전날 저녁 항쟁에 대해 알았을 때, 그는 "동성애자들의 힘! 그렇게 위대하지 않다. 우리 자신에게 무언가를 주장할 시간이었다." 라고 말을 하였다. 그리고 영업 중인 스톤월의 시설을 처음으로 방문하였다. 집으로 돌아가는 동안 그는 루시안 투르스캇에게 이렇게 주장하였다 "그 거 있잖아… 그곳에 있었던 사람들은 참으로 아름다웠어 – 그들은 상처와 피로를 10년 전쯤 이미 잃어버렸어."

### 견딜 수 없는 상황
그리니치 마을 안의 활동들은 항상 월요일 또는 화요일 비가 오는 날에 일어났다. 경찰들과 마을 주민들은 서로 적대하고 있었기 때문에 몇 차례 언쟁이 있었다. 크레이그 로드월과 그의 파트너 프레드 설제엔트는 첫 번째 항쟁 이후에 5000장의 전단지를 배분할 수 있는 기회를 얻었다, 그중 한 가지는 "동성애자 술집에서 마피아와 경찰들을 끌어내라"는 것이었다. 이러한 전단지들은 동성애자들에게 그들만의 설립을 일깨워 주었고, 스톤월의 불매 동맹, 다른 마피아들의 술집 그리고 시장의 공공압력 사무실에 "견딜 수 없는 상황"이라는 수사를 요구했다.
동성애자 사회의 모든 사람들이 반란을 긍정적인 발전이라고는 생각하지 않는다. 많은 늙은 동성애자들과 많은 메타친 협회의 조직원들이 1960년대에 동성애자와 이성애자는 아무런 차이점이 없다는 것을 장려하기 위한 일을 하였다. 폭력과 나약한 이미지는 굉장히 수치스럽다. 1965년 백악관 뒤의 피켓 라인 행렬에 있었던 첫 번째 동성애자 래디 위커는 이렇게 말했다. "나는 사람들이 동성애에 대해 생각을 하기를 원했다… 마을 안의 몇몇 드래크퀸은 질서 없이 움직였다."

## 스톤월 항쟁의 영향
숨막히는 긴박감이 그리니치 빌리지 도처에 맴돌았고, 심지어 항쟁을 목격하지 못한 사람들에게도 그 긴장감이 이르렀다. 항쟁에 동요되었던 많은 이들은 조직 회의에 참석하였고, 언제든지 조치를 취할 기회를 노렸다. 1969년 7월 4일, 매터신 소사이어티는 필라델피아에 있는 독립기념관 앞에서 ‘연간 상기’이라고 불리는 연간 피케팅을 실행했다. 몇 년 동안 줄곧 그 자리에 참석해왔던 관리자들 크레익 로드웰(Craig Rodwell), 프랭크 카메니(Frank Kameny), 랜디 위커(Randy Wicker), 바바라 기팅스(Barbara Gittings), 케이 라후센(Kay Lahusen)은 뉴욕 시부터 필라델피아까지 피케팅을 하는 다른 사람들과 버스를 탔다. 1965년부터 피켓시위는 많은 제한을 받았다. 여자들은 치마를 입고, 남자들은 정장에 넥타이를 맨 채 모두 정해진 선으로 조용히 행진했다. 금년에 로드웰(Rodwell)은 카메니(Kameny)가 정한 규칙 때문에 억압된 느낌을 받았던 것을 기억한다. 어떤 두 여자가 자발적으로 손을 잡았을 때, 카메니(Kameny)는 그들을 떨어뜨려놓고 말했다. "절대 안돼! 이건 있을 수 없는 일이야!" 그러나 로드웰(Rodwell)은 열명의 커플에게 손을 잡도록 설득시켰다. 손을 잡고 있는 커플들의 모습은 카메니(Kameny)를 몹시 화나게 했다. 그러나 그들은 이전의 여느 행진보다 더 많은 주목을 받았다. 참가자였던 릴리 빈센즈(Lilli Vincenz)는 "세상이 변한 건 분명하다. 억압받았던 사람들은 힘을 얻었다."라고 회상한다 로드웰(Rodwell)은 뉴욕시로 돌아와서 사람들의 관심을 얻기 위해 침착하고 부드러운 방법으로 기존의 것들을 바꾸기로 결심했다. 그의 첫 우선 순위 중 하나는 크리스토퍼 길 해방의 날을 계획하는 것이다.

### 동성애자 해방 전선
매터신 소사이어티(Mattachine Society)가 1950년대부터 존재했음에도 불구하고, 그들의 많은 방법들은 항쟁을 목격하거나 영감을 받은 사람들에게 별다른 영향을 미치지 못하였다. 매터신은 "머리핀 떨어지는 소리가 전 세상에 울렸다."".라는 그들의 뉴스 제목에서 사람들의 태도의 변화를 인식했다. 매터신의 담당자가 우호적인 밤샘 촛불 집회를 제안했을때, 군중 속의 한 남자가 씩씩대며 소리쳤다. "우호적 좋아하네! 헛소리 하지 마라!". 전단지는 공표했다: "당신은 동성애가 반란이라고 생각합니까? 우리가 그렇다는 멍청한 생각은 버려요!", 동성애자 해방 전선은 머지 않아 곧 생겼고, 게이 협회에서 처음으로 ‘게이’라는 명칭을 사용했다. 매터신 소사이어티와 빌리티어의 딸들 같은 기존의 단체, 다양한 동성애자 모임은 의도적으로 잘 알려지지 않은 이름을 선택함으로써 그들의 진짜 목적을 숨겼다.
동성애자 단체에서 몇 년 동안 일하고 새로운 동성애자 그룹을 찾기 위해 동성애자 해방 전선에 참가 했던 프랭크 카메니(Frank Kameny) 와 바바라 기팅스(Barbara Gittings)는 눈에 띄게 공격적인 언행을 일삼았다. 새로운 동성애자 해방 전선의 멤버는 그들이 누구인지 그리고 그들의 신념이 무엇인지 인식하도록 요구했다. 기팅스(Gittings)은 너무 놀라 어쩔 줄 모르며 말을 더듬었다. "난 게이입니다. 그것이 내가 여기 온 이유입니다." 동성애자 해방 전선은 ‘미국사회를 재정비 하자’라는 사상을 가지고 있는 흑인과 반전 시위자들의 전략을 빌려오고 그들을 나란히 정비했다. 그들은 아페니 샤쿠어(Afeni Shakur)를 지지하며 여자 구치소 쪽으로 행진하는 검은 표범이라는 주장과, 다른 근본적인 신좌익이라는 주장을 펼쳤다. 그러나 그들이 시행한지 4개월 만에 멤버들이 운영 절차에 동의하지 않는다는 이유로 해산했다.

### 게이 운동가 연합
스톤월 항쟁이 일어난지 6달 이내에 운동가들은 ‘게이’라는 신문을 발간하기 시작했다. 그들은 마을의 가장 민주적인 출판물인 '마을의 소리'가 동성애자 해방 전선의 새로운 멤버와 자원봉사자를 모집한다는 광고물에 게이라는 단어를 사용하는 것을 거절함으로써 이 일이 필요하다고 생각했다. 다른 두 신문도 6주 이내로 시작했다: 커밍아웃!, 게이파워, 이 세 간행물의 독자 수는 20,000에서 25,000 사이로 빠르게 증가했다.
동성애자 해방 전선의 멤버들은 동성끼리 춤추는 활동을 여러 번 기획했지만, 그들의 회의는 혼란스러웠다. 밥 코러(Bob Kohler)가 항쟁에 참여했던 크리스토퍼 공원이나 세리든 광장에서 잠을 청하는 젊은 노숙자들에게 옷과 돈을 줌으로써 도와주자고 요구했을 때 그 대답은 자본주의에 대한 비판이었다. 1969년 12월 말에, 동성애자 해방 전선 회의를 방문하고 실망해서 떠난 몇몇의 사람들이 게이 운동가 연합을 결성했다. 게이 운동가 연합은 전체적으로 게이 문제에 집중하고 있고, 좀 더 질서 정연했다. 그들의 헌법은 "우리는 자유로운 동성애자 인권운동가로써 우리의 존엄성과 인간으로써의 가치를 표현할 자유를 요구한다."라고 시작한다. 게이 운동가 연합은 '젭'이라고 불리는 대립을 일삼는 전략을 발전시키고 완성시켰다. 이 전략은 홍보 기간 동안 넋 놓고 있던 정치가를 잡고, 그 혹은 그녀에게 게이와 레즈비언의 권리를 인정하도록 강요했다. 시의회 회원들은 제압당했고, 시장 존 린드세이(John Lindsay)는 몇 차례 제압당했다. 게이 운동가 연합 멤버들이 대다수의 군중으로 구성되었을 때 텔레비전에 나온 적이 있었다.
스톤월 항쟁 후에도 게이바의 습격은 멈추지 않았다. 1970년 3월, 윤리감사심의관 세이모 파인(Seymour Pine)은 별자리와 17 바로우 길을 습격했다. 몇 시간 뒤에 스네이크 핏(snake pit)이라 불리는 독한 술과 사용자격증이 없는 게이 클럽을 습격하였고, 167명의 사람들이 체포되었다. 그들 중 한 명인 디에고 비네일(Diego Vinales)이라는 사람은 아르헨티나 국적으로, 동성애자라는 이유로 경찰 관할구역에서 이층창을 뛰어넘어 14인치나 되는 송곳처럼 뾰족한 울타리로 자기자신을 찌르려 함으로써 달아나려 시도하다가 추방당할까봐 무서워했다. 뉴욕 데일리 뉴스는 제일 앞장에 젊은이들이 자해하는 생동감 넘치는 사진을 올렸다. 게이 운동가 연합 멤버들은 크리스토퍼 공원에서부터 백여 명의 게이, 레즈비언 그리고 자유로운 동조자들이 평화롭게 TPF에 맞서서 6구역까지 가는 행군을 구성하였다. 그들은 또한 그리니치 빌리지의 민주당 소속 시장 린드 세이(Lindsay)와 국회의원 에드 코크센트(Ed Kochsent)에게 도시에 있는 게이바에 대한 습격을 멈추어 달라고 애원하는 편지 쓰는 캠페인을 후원했다.
스톤월 인은 항쟁 후 몇 주 밖에 지속되지 못했다. 1969년 10월까지, 스톤월 인을 세 주는 것이 고려되었다. 마을 주민들은 그곳이 악명 높은 장소이고, 로드웰의 보이콧이 사업을 좌절시켰을 것 때문이라고 추측했다.

### 동성애자의 자긍심
1970년 6월 28일, 크리스토퍼 길 해방의 날은 크리스토퍼 길에 있는 의회와 센트럴 파크를 뒤덮은 미국 역사 최초의 퀴어 퍼레이드가 열린 날로 기록되었다. 행진은 사람들의 흥분과 동성애자 현수막과 피켓을 들고 도시를 걸어간다는 것에 대한 경계심 때문에 예정된 시간보다 일찍 끝났다. 비록 행진이 시작되기 두 시간 전에야 허가가 내려졌지만, 행진 참가자들은 구경꾼들에게 방해를 거의 받지 않았다. 뉴욕 타임즈는 행진 참가자들이 15개 블록의 길을 완전히 점령했다고 1면에 보도했다. 빌리지 보이스의 보도는 긍정적이었다. ‘일 년 전 경찰들의 스톤월 인 급습에서 자라난 진보적인 저항’이라고 보도했다.
동성애자 자긍심 행진은 로스앤젤레스와 시카고에서도 동시에 개최되었다. 그 다음 해에는 보스턴, 댈러스, 밀워키, 런던, 파리, 남서베를린 그리고 스톡홀름에서 개최되었다. 1972년에 이르러서는 그 외에도 아틀란타, 버팔로, 디트로이트, 워싱턴 D.C., 마이애미, 필라델피아, 그리고 샌프란시스코에서도 행진이 열렸다. 프랭크 카메니는 머지않아 스톤월 항쟁이 일으킨 중요한 변화를 깨달았다. 그는 1950년대 동성애자 행동주의의 조직자로써, 설득하는 것에 익숙했기 때문에 이성애자들에게 동성애자들은 그들과 차이가 없다는 것을 납득시키기 위해 노력했다. 5년 전 그와 사람들이 백악관, 국무부, 독립기념관 앞에서 행진할 때만 해도 그들은 동성애자들이 미국 정부에서 일할 수 있는 것처럼 보이기 위해 노력했다. 열 명의 사람들이 카메니와 함께 행진했고, 비록 그는 1969년 ‘연간 상기’(Annual Reminder)에 참가했던 참가자의 격동에 놀랐지만, "스톤월 항쟁 즈음에, 미국에 동성애자 그룹은 50~60개 정도가 있었다. 1년 후엔 적어도 1,500개가 있었다. 2년 뒤에는 셀 수 있는 범위에서 2,500개였다"고 목격했다.
카메니가 항쟁 이후 변화한 태도에 대한 자신의 반응을 후회한 것과 마찬가지로, 랜디 위커는 ‘내 삶 중에 가장 큰 실수’라고 말한다. 오랫동안 경찰들의 괴롭힘에 저항하지 않았던 동성애자들이 경찰에게 보복하는 이미지는 "많은 동성애자의 정신을 각성시켰다." 1965년 행진을 촬영한 케이 라후센은 말했다. "1969년까지 이 운동은 일반적으로 동성애자 운동이라고 불리었다. 많은 새로운 운동가들은 스톤월 항쟁을 동성애자 해방 운동의 탄생이라고 생각했다. 물론 그것은 엄청난 스케일의 동성애자 자긍심의 탄생이다." 데이빗 카터는 그의 기사 "스톤월은 무엇이 특별했나"에서 비록 스톤월 항쟁 전에 많은 항쟁이 있었지만 스톤월이 역사적으로 기억되는 이유는 수천 명의 사람이 참가하였고, 항쟁이 6일이나 오래 지속되었고, 처음으로 주요 매스컴에 보도되었으며, 많은 동성애자 인권 단체의 형성을 자극했기 때문이라고 설명했다.

## 스톤월 항쟁의 흔적

### 기타 지역사회들
스톤월 항쟁 이후 2년동안 동성애자 인권단체는 모든 미국 주요 도시뿐만 아니라 캐나다, 호주, 서유럽에서도 존재하였다. 항쟁 이후에 사회조직에 들어간 사람들은 동성애자란 것 이외에는 공통된 점이 별로 없었다. GLF와 GAA 회의에 참석한 많은 사람들은 그곳에 모인 동성애자들의 숫자에 놀랐다. 인종, 계급, 이데올로기, 그리고 성별은 항쟁 이후 몇 년 동안 장애물이 되어 버렸다. 이것은 1973년 스톤 집회가 일어나는 도중, 발바라 기팅스(Barbara Gittings)가 군중의 다양성을 칭찬했을 때와, 남녀 평등주의 운동가 진 오리어리(Jean O’Leary)가 참가하여 이성의 복장을 한 사람과 남자 동성애자에게서 조롱을 당했을 때를 통해 알 수 있다. 오리어리(Jean O’Leary)가 드래그퀸들이 "여자를 여흥의 가치와 이익이라고 조롱했다"라는 연설에서 실비아 리베라(Sylvia Rivera)와 리 부루스터가(Lee Brewster) 무대에 뛰어들어 소리쳤다 "너는 드래크퀸들이 너에게 해준 것 때문에 "바"로 가라, 이 계집들은 우리에게 우리자신을 포기하라고 한다!" 참석한 드래그퀸들과 레즈비언 남녀 평등주의자들은 혐오감에 모두 떠났다.
오리어리(Jean O’Leary)는 성전환자의 권리를 얻기는 더욱더 힘이 든다고 느꼈기 때문에 성전환자를 동성애자 권리의 쟁점에서 제외하기 위해 1970년대 초 에도 활동하였다. 실비아 리베라는 트랜스젠더와 크로스드레서에 대한 문제를 해결하기 위해 동성애자 활동을 중지하였다. 운동참가자 간의 초기 의견 충돌이 있었지만 깊은 고려 후에는 발전이 있었다. 오리어리(Jean O’Leary)는 1973년에 참석하면서 드래그퀸에 대한 그녀의 입장을 후회했다. "돌아서보니, 나는 내 관점이 너무도 많이 바뀐 것을 매우 부끄럽게 생각한다, 나는 더 이상 절대 복장 도착자에게 대해 뭐라 하지 않겠다." "그것은 끔찍하였다. 내가 어떻게 남녀평등주의자들이 레즈비언을 제외시키려 열심히 일하던 그때와 같은 때에 성전환자를 제외하려고 하고 그들을 비판 할 수 있었는가?"
1970년대에 레즈비언 남녀 평등주의의 성장은 게이 해방 운동과 레즈비언이 게이 남자와 같이 일을 하기를 거부할 정도로 매우 갈등을 겪었다. 많은 레즈비언들은 남성들의 태도가 가부장적인 것과 광신적 애국주의라는 것을 알게 되었다. 또한 그들은 이성 연애자와 마찬가지로 게이 남성들에게서도 그들이 가지고 있는 여성에 대한 잘못된 인식을 느꼈다. 게이 남성들에게 가장 중요한 화제들(함정수사 및 공공의 교사죄)은 레즈비언들과 공유하지 않았다. 1977년 레즈비언 프라이드 랠리는 게이 남성의 쟁점을 공유하는 대안으로 조직되었다, 특히 에이드리언 리치(Adrienne Rich)가 말했던 "게이바의 폭력, 자기 파괴적인 세계". 베테랑 게이 운동가 발바라 기팅스(Barbara Gittings)는 동성애자 권리 운동을 하기로 결정했습니다, "그것은 가장 아픈 곳의 문제인가?" 나에게는 가장 아픈 곳은 여성의 분야에서가 아니고 게이의 분야에서이다. 1970년대 전반에 걸쳐 동성애 활동은 큰 성공을 거두었다. 가장 중요한 것 중 하나는 1970년 5월에 미국 정신과 협회(APA)의 협의회에서 로스앤젤레스 GLF의 "ZAP"이다. 동성 매력을 줄이기 위해서 전기 충격 요법의 사용을 보여주는 영화 상영하는 성격 개조 회의 중에, 관객 모리스 카이트(Morris Kight)와 GLF회원들은 소리를 지르며 필름을 중단하였다.

## 평가
2019년 6월 6일 뉴욕 경찰국장 제임스 오닐이 스톤월 인 사태를 언급하면서 "일어나지 말았어야 할 일이다. 당시 뉴욕 경찰의 행동은 명백히 잘못되었다"고 말하면서 뉴욕 경찰 최초로 공식 사과하였다. 뉴욕 게이 프라이드 행사의 주최 단체 측은 "오닐 국장은 경찰 조직을 대표하는 인물이다. 당시 일어난 일에 대해 경찰이 책임을 지는 것은 정말 중요하다"고 말하며, 사과 표명의 중요성을 평가했다.

## 기념
2016년 6월 24일 버락 오바마 미국 대통령이 스톤월 인과 인근의 크리스토퍼 공원을 국가 기념물(national monument)로 지정했다. 백악관을 성명을 발표하여, "'스톤월 인' 사태는 미국 전역의 성소수자(LGBT) 지역사회가 함께 모여 평등과 존중을 요구할 수 있다는 힘을 보여주게 된 분수령이 됐다"고 평가했다. 성소수자 관련 유적이 국가기념물로 지정된 것은 스톤월 인이 처음이라고 알려졌다.

## 소재로 한 작품
- 영화 《스톤월》 (1995) : 나이젤 핀치 감독.
- 영화 《스톤월》 (2015) : 롤란트 에머리히 감독.

## 같이 보기
- 크리스토퍼 스트리트 데이

### 내용주
1. ↑  "Hairpin drop" was gay slang that meant to drop hints about one's sexual orientation. (LaFrank, p. 17.)

### 참조주
1. ↑  National Park Service (2008). “Workforce Diversity: The Stonewall Inn, National Historic Landmark National Register Number: 99000562”. US Department of Interior. 2013년 1월 21일에 확인함.
2. ↑  “Obama inaugural speech references Stonewall gay-rights riots”. © 2013 North Jersey Media Group Inc. All rights reserved. 2013년 1월 21일. 2013년 10월 19일에 원본 문서에서 보존된 문서. 2013년 1월 21일에 확인함.
3. ↑  Carter, p. 15.
4. 1 2  Duberman, p. 183.
5. ↑  Carter, pp. 79–83.
6. ↑  "Pride Marches and Parades", in Encyclopedia of Lesbian, Gay, Bisexual, and Transgender History in America, Marc Stein, ed. (2004), Charles Scribner's Sons.
7. ↑  Adam, p. 56.
8. ↑  Edsall, p. 277.
9. ↑  Edsall, p. 278.
10. ↑  Adam, p. 59.
11. ↑  Edsall, p. 247.
12. ↑  Edsall, p. 310.
13. ↑  Marcus, p. 58–59.
14. ↑  Edsall, p. 253–254.
15. ↑  Carter, p. 29–37.
16. ↑  Duberman, p. 181.
17. ↑  Duberman, p. 185.
18. ↑  Carter, p. 68.
19. ↑  Carter, p. 71.
20. ↑  Carter, photo spread, p. 1.
21. 1 2  Carter, p. 137.
22. ↑  Carter, p. 174.
23. ↑  Teal, p. 5.
24. ↑  Carter, p. 178.
25. ↑  "Christopher Park: Gay Liberation Monument", New York City Department of Parks and Recreation. Retrieved on September 27, 2008.
26. ↑  Duberman, p. 202.
27. ↑  Teal, p. 4.
28. ↑  "Police Again Rout Village Youths: Outbreak by 400 Follows a Near-Riot Over Raid", The New York Times, June 30, 1969, p. 22.
29. ↑  Carter, p. 185.
30. ↑  Duberman, p. 204–205.
31. ↑  Teal, p. 7.
32. ↑  Duberman, p. 205.
33. ↑  Teal, p. 8–9.
34. ↑  Duberman, p. 206.
35. ↑  Marcus, p. 105–107.
36. 1 2  Carter, p. 216–217.
37. ↑  Duberman, p. 210.
38. ↑  Duberman, p. 211.
39. ↑  LaFrank, p. 17.
40. 1 2  Teal, p. 19.
41. ↑  Clendinen, p. 31.
42. ↑  Marcus, p. 136.
43. ↑  Duberman, p. 216.
44. ↑  Carter, p. 220–221.
45. ↑  Clendinen, p. 40.
46. 1 2  Carter, p. 242.
47. ↑  Duberman, p. 235.
48. ↑  Carter, p. 220.
49. ↑  Clendinen, p. 50–51.
50. ↑  Carter, p. 245–246.
51. ↑  Carter, p. 238–239.
52. ↑  Karla Jay, Out of the Closets: Voices of Gay Liberation
53. ↑  Teal, p. 106–108.
54. ↑  Carter, p. 252.
55. ↑  Clendinen, p. 62–64.
56. ↑  Fosburgh, Lacey (June 29, 1970). "Thousands of Homosexuals Hold A Protest Rally in Central Park", The New York Times, p. 1.
57. 1 2  LaFrank, p. 20.
58. ↑  Duberman, p. 278–279.
59. ↑  De la Croix, Sukie (2007). Gay power: A History of Chicago Pride 보관됨 2009-07-29 - 웨이백 머신, Chicago Free Press. Retrieved on June 1, 2009.
60. ↑  Cain, p. 91–92.
61. ↑  Carter, p. 251.
62. 1 2  Clendinen, p. 25.
63. ↑  LaFrank, p. 21.
64. ↑  Carter, David. "What made Stonewall Different." The Gay & Lesbian Review Worldwide 16.4 (2009): 11-3. GenderWatch. Web.
65. ↑  Adam, p. 82.
66. ↑  Clendinen, p. 171–172.
67. ↑  Duberman, p. 236.
68. ↑  Marcus, p. 156.
69. ↑  Williams & Retter, p. 121.
70. ↑  고미혜 (2019년 6월 7일). “뉴욕경찰, 성소수자 인권운동 촉발 '스톤월 급습' 50년만에 사과 : 뉴욕 경찰국장 "일어나지 말았어야 할 일…차별적·억압적이었다"”. 서울. 연합뉴스.
71. ↑  “President Obama Designates Stonewall National Monument”. the WHITE HOUSE President Barack Obama. 2016년 6월 24일.
72. ↑  정이나 (2016년 6월 25일). “美 게이 인권운동 발상지 '스톤월 인' 국가기념비 지정”. 서울. 뉴스1.
73. ↑  김보경 (2016년 6월 25일). “美, 성전환자 군복무 허용…게이 인권운동 발상지 국가기념물로”. 서울. 연합뉴스.

## 참고 자료
- Adam, Barry (1987). The Rise of a Gay and Lesbian Movement, G. K. Hall & Co. ISBN 0-8057-9714-9
- Bronski, Michael (ed.) (2003). Pulp Friction: Uncovering the Golden Age of Gay Male Pulps, St. Martin's Griffin. ISBN 0-312-25267-6
- Cain, Paul (2007). Leading the Parade: Conversations with America's Most Influential Lesbians and Gay Men, Scarecrow Press, Inc. ISBN 0-8108-5913-0
- Carter, David (2004). Stonewall: The Riots that Sparked the Gay Revolution, St. Martin's Press. ISBN 0-312-34269-1
- Clendinen, Dudley, and Nagourney, Adam (1999). Out for Good, Simon & Schuster. ISBN 0-684-81091-3
- Deitcher, David (ed.) (1995). The Question of Equality: Lesbian and Gay Politics in America Since Stonewall, Scribner. ISBN 0-684-80030-6
- Duberman, Martin (1993). Stonewall, Penguin Books. ISBN 0-525-93602-5
- Edsall, Nicholas (2003). Toward Stonewall: Homosexuality and Society in the Modern Western World, University of Virginia Press. ISBN 0-8139-2211-9
- Faderman, Lillian (1991). Odd Girls and Twilight Lovers: A History of Lesbian Life in Twentieth Century America, Penguin Books. ISBN 0-14-017122-3
- Faderman, Lillian and Stuart Timmons (2006). Gay L.A.: A History of Sexual Outlaws, Power Politics, and Lipstick Lesbians. Basic Books. ISBN 0-465-02288-X.
- Fejes, Fred (2008). Gay Rights and Moral Panic: The Origins of America's Debate on Homosexuality, Palgrave MacMillan. ISBN 1-4039-8069-1
- Gallo, Marcia (2006). Different Daughters: A History of the Daughters of Bilitis and the Rise of the Lesbian Rights Movement, Seal Press. ISBN 1-58005-252-5
- Katz, Jonathan (1976). Gay American History: Lesbians and Gay Men in the U.S.A. Thomas Y. Crowell Company. ISBN 0-690-01165-2
- LaFrank, Kathleen (ed.) (January 1999). "National Historic Landmark Nomination: Stonewall", U.S. Department of the Interior: National Park Service.
- Marcus, Eric (2002). Making Gay History, HarperCollins Publishers. ISBN 0-06-093391-7
- Teal, Donn (1971). The Gay Militants, St. Martin's Press. ISBN 0-312-11279-3
- Williams, Walter and Retter, Yvonne (eds.) (2003). Gay and Lesbian Rights in the United States: A Documentary History, Greenwood Press. ISBN 0-313-30696-6
- Witt, Lynn, Sherry Thomas and Eric Marcus (eds.) (1995). Out in All Directions: The Almanac of Gay and Lesbian America. New York, Warner Books. ISBN 0-446-67237-8.